# Valeriana cumbemayensis
Valeriana cumbemayensis là một loài thực vật có hoa trong họ Kim ngân. Loài này được B. Eriksen miêu tả khoa học đầu tiên năm 1991.